# Game over

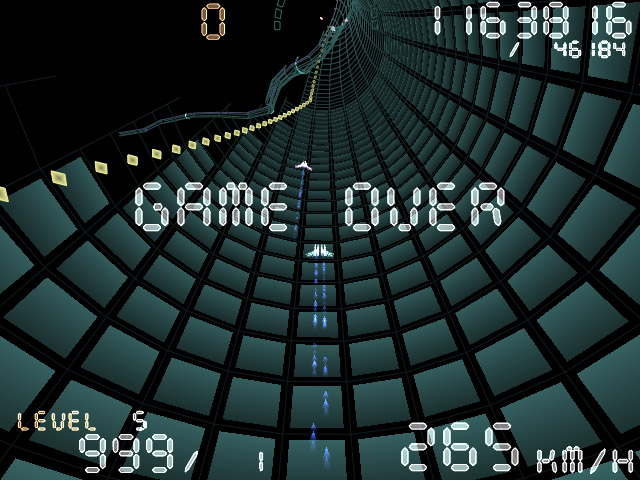
Pantalla game over del videojuego Torus Trooper

Game over  (en español: fin del juego o juego terminado) es un mensaje tradicional en los videojuegos, que generalmente señala que el juego ha finalizado, ya sea con resultado negativo (es decir, el jugador no ha podido completar el juego), o al haber concluido exitosamente la partida. Fue utilizado en primer lugar en las máquinas de pinball y, posteriormente, en juegos de arcade. Desde entonces ha sido adoptado ampliamente y ahora es comúnmente asociada con los videojuegos en general. Sin embargo, en los últimos años la frase ha sido sustituida en varias ocasiones por mensajes diferentes, tales como "Estás muerto" (Resident Evil), "Cazado", "Eliminado" o "Arrestado" (Grand Theft Auto), "NiGHT Over" (NiGHTS into Dreams...), "Que duermas bien" (Luigi's Mansion) o "¡Has muerto!" (Minecraft); o bien, aparece adjunta con subtítulos (Yggdra Union).

## Historia

### Origen
La expresión parece tener su origen en los primeros dispositivos de videojuegos, como máquinas de pinball electromagnéticas, en las cuales se iluminaba la frase con una bombilla para indicar si se había ganado la partida o no. Posteriormente fue llevada a los primeros videojuegos arcade, como es caso del Space Invaders, donde las palabras "Game Over" aparecen superpuestas en la pantalla. Algunos juegos arcade la palabra "Game Over" salía encima de una demostración del juego para indicarlo.

### Uso moderno
El uso de "Game Over" varía. La mayoría de juegos hoy en día han dejado de usar "Game Over" para señalar el éxito del juego, y sustituirlos por "Enhorabuena", "Fin" y/o una secuencia de créditos. Por lo regular, "Game Over" se utiliza para señalar el fracaso en un juego, aunque algunas series lo siguen utilizando en todos los finales, especialmente en juegos de peleas y de disparos y en algunos juegos de música provenientes de arcade.
Con el avance de la tecnología moderna, el típico Game Over tiende a ser más complejo que el típico texto parpadeante, la frase puede llegar a ser animada y acompañada de gráficos. Muchos juegos modernos utilizan variaciones de "Game over" o directamente la frase no aparece. Por ejemplo Destruction Derby utiliza el texto "Race Over" ("Carrera Terminada") sobre una bandera de cuadros si el coche es destruido.
Ocasionalmente, la pantalla de texto no contiene nada en absoluto, sino simplemente una imagen, como en el juego de Mega Drive Bram Stoker's Dracula (El cadáver de Jonathan Harker) o en Duke Nukem: Time to Kill (un cerdo policía). La frase también puede ser dicha por alguien de fuera de pantalla, como en la serie Halo.
En Need For Speed Most Wanted y Need for Speed: Carbono, si el jugador es cazado por numerosos coches de policía y el/ella solo le queda un coche pero no tiene suficiente dinero para pagar la multa, o un pase de "Salga de la cárcel" o golpes antes de embargo, el juego termina y el jugador tiene que empezar de cero.
En la serie Pokémon, es técnicamente imposible perder, ya que cuando el equipo pierde en una batalla la mitad del dinero se pierde y se regresa a la última vez que se visitó el Centro Pokémon, a veces acompañados de un texto. De manera similar, y excluyendo GTA y GTA 2 (en los cuales existen vidas), en la saga Grand Theft Auto tampoco se pierde: cuando el jugador "muere" o es arrestado se pierden $100, todas las armas que se tenían en ese momento y la armadura (de tener una), y el jugador aparece fuera del hospital (en caso de "muerte") o de la estación de policía (en caso de arresto) más cercano; en GTA: Vice City Stories es posible recuperar las armas pagando $2000, mientras que en GTA IV el jugador no pierde las armas si "muere".
En ciertos juegos de música, al terminar las etapas o el curso, aparece "Thank you for playing", indicando que se terminó el juego de manera exitosa. Lo mismo ocurre si el jugador se desconecta de dichos juegos si estos provienen de una arcade.
En Prince of Persia: Las Arenas del Tiempo la historia está relatada como si fuera un cuento contado por el príncipe. Si el príncipe o Farah mueren, el príncipe dice "No, espera, no fue así como ocurrió. ¿Puedo volver a empezar?" o "No, no, ella no murió. Vencí a esos monstruos y seguí adelante. ¿Puedo continuar?".
En juegos con motor Yggdra Card System como Yggdra Union, fracasa la misión, en general, si los personajes principales son eliminados o si el usuario se queda sin cartas, apareciendo un subtítulo debajo de "Game Over".
En Assassin's Creed, el protagonista, Desmond, usa una máquina llamada "Animus" para acceder a las memorias de su antepasado, Altaïr. Si Altaïr muere durante el recuerdo, en la pantalla pondrá "De-sincronizado - Muerte", y el recuerdo vuelve a un punto anterior, de forma similar a lo visto en Prince of Persia: Las Arenas del Tiempo. Esto es porque cualquier cosa que lo ocurra a Altaïr ocurre en el pasado, y el objetivo del Animus es ver qué ocurrió, no cambiarlo. En Assasin's Creed II y posteriores entregas la de-sincronización puede ocurrir por fallar la misión, por ejemplo si muere un aliado o un objetivo antes de tiempo.
En Resident Evil cuando un protagonista del videojuego muere en la partida, aparecen letras ensangrentadas con la frase "You Are Dead" ("Estás Muerto").
En Half-Life, cuando se tiene que proteger un objetivo y no es conseguido, la pantalla se fundirá a negro y aparecerán letras nombrando al protagonista y cómo no logró los recursos necesarios para seguir con la misión, esto es básicamente su game over.

## Significado
"Game Over" no implica necesariamente un mal final, también puede aparecer cuando el jugador acaba el juego o la partida. Por ejemplo, en Motocross Maniacs los desarrolladores no implementaron ninguna pantalla de felicitación para quienes superaran todas las pruebas, mostrando al final el mismo mensaje de "Game Over". En algunos juegos arcade se utiliza el "Game Over" no solo para indicar el final de juego sino también para decir que no se está jugando al juego. Sin embargo, en la mayoría de los casos el mensaje aparece cuando el jugador ha agotado todas sus vidas, realizado incorrectamente una tarea o simplemente no ha conseguido todos sus objetivos.
En Saw (saga) se utiliza la frase "Game Over" para referirse a que están atrapados para siempre hasta que se mueran.
- Datos: Q513471
- Multimedia: Game over (text) / Q513471